# Carville, Calvados
Carville är en kommun i departementet Calvados i regionen Normandie i norra Frankrike. Kommunen ligger i kantonen Le Bény-Bocage som ligger i arrondissementet Vire. År 2018 hade Carville 345 invånare.

## Befolkningsutveckling
Antalet invånare i kommunen Carville
Referens: INSEE